# 临水镇 (霍邱县)
临水镇，是中华人民共和国安徽省六安市霍邱县下辖的一个乡镇级行政单位。

## 行政区划
临水镇下辖以下地区：
临水村、吴台村、三郢村、司圩村、李楼村、陈村、赵台村、王岗村、老郢村、傅台村、张庙村、司口村、魏岗村、张楼村、何庙村和李集村。

## 特产
临水酒：中国地理标志产品。